# Неделькович, Сречко
Сре́чко Неде́лькович (серб. Срећко Недељковић; 4 декабря 1923, Вирово, Королевство сербов, хорватов и словенцев — 2 января 2011, Белград, Сербия) — сербский, ранее югославский, шахматист, международный мастер (1950). 
Муж В. Неделькович. Профессор медицинского факультета Белградского университета. Участник 7 чемпионатов Югославии; лучший результат: 1957 — 6-е место. Участник матчей СССР — Югославия (1957, 1959). Успешно выступал в международных турнирах: Белград и Вена (1950) — 1-е; Вена (1952/1953) — 2-е; Капфенберг (1955) — 3-е места.